# Henri Brocard

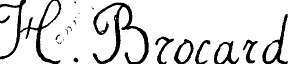

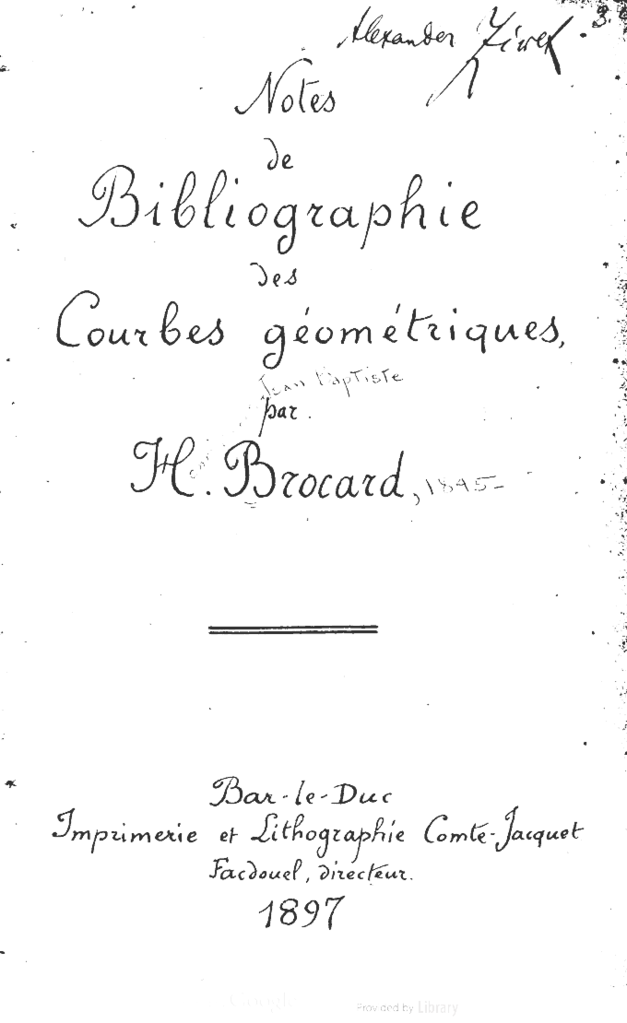
Prima pagină a lucrării Notes de bibliographie des courbes géométriques a lui Henri Brocard

Pierre René Jean Baptiste Henri Brocard (n. 12 mai 1845 - d. 16 ianuarie 1922) a fost un matematician francez, cu rezultate remarcabile în domeniul geometriei triunghiului.
Astfel, împreună cu Émile Lemoine și Joseph Neuberg, este considerat fondatorul teoriei moderne a triunghiului.
Triunghiul lui Brocard și cercul lui Brocard îi poartă numele.
A mai studiat și triunghiurile cu laturile izocline.
De asemenea, Brocard a mai arătat că orice număr irațional poate fi exprimat sub forma unei fracții continue infinite.
o astfel de descompunere a fost obținută pentru prima dată de William Brouncker pentru valoarea lui π.
Cea mai valoroasă lucrarea a sa este Courbes remarcables, editată împreună cu Émile Lemoine.